# Zoran Rendulić
Zoran Rendulić (ur. 22 maja 1984 roku w Sarajewie) – serbski piłkarz występujący na pozycji obrońcy w FK Crvena zvezda.

## Kariera klubowa
Karierę zaczynał w klubach z Čačak: Remont i Borac. W 2007 roku był na półrocznym wypożyczeniu w austriackim SV Ried. W latach 2008–2010 był zawodnikiem francuskiego klubu Grenoble Foot 38, który występował w Ligue 1. Następnie powrócił do ojczyzny by grać w Javorze Ivanjica. Później grał w Pohang Steelers, Shenyang Shenbei i FK Čukarički. W 2015 trafił do FK Crvena zvezda.